# 王ゲキ
王 勮（おう げき、生年不詳 - 697年）は、中国の唐の文人。絳州竜門県（現在の山西省運城市河津市）の出身。王勃の兄にあたる。

## 経歴
弱冠で進士に及第し、太子典膳丞に任じられた。長寿年間、鳳閣舎人となった。寿春王李成器や衡陽王李成義ら五王が列席して授冊の儀式をおこなったとき、役人が冊文を載せ忘れており、儀式の進行の途中で発覚して宰相は狼狽した。王勮は5人の官吏を呼び出して文章を即興で作って書かせたので、その場をしのぐことができた。まもなく弘文館学士の位を加えられ、天官侍郎を兼ねた。万歳通天2年（697年）、綦連耀の乱に連座して、兄の涇州刺史王勔とともに処刑された。神龍元年（705年）、官位を追復された。 

## 伝記資料
- 『旧唐書』巻190 列伝第140上 文苑上
- 『新唐書』巻202 列伝第127 文芸中